# Louis Salica
Lou Salica est un boxeur américain né le 16 novembre 1912 et mort le 30 janvier 2002 à Brooklyn, New York.

## Carrière
Médaillé de bronze aux Jeux olympiques de Los Angeles en 1932 dans la catégorie poids mouches, il passe professionnel la même année et devient champion du monde des poids coqs de la National Boxing Association (NBA, ancêtre de la WBA) le 26 août 1935 après sa victoire contre Sixto Escobar. Battu le 15 novembre lors du combat revanche, Salica redevient champion du monde entre 1939 et 1942 après un nouveau succès face à Extobar.

## Parcours auxJeux olympiques
Jeux olympiques d'été de 1932 à Los Angeles (poids mouches) :
- Bat Jackie Callura (Canada) aux points
- Bat Werner Spannagel (Allemagne) aux points
- Perd contre Istvan Enekes (Hongrie) aux points